# Lecidea exsequens
Lecidea exsequens är en lavart som beskrevs av William Nylander. 
Lecidea exsequens ingår i släktet Lecidea och familjen Lecideaceae. Enligt den finländska rödlistan är arten otillräckligt studerad i Finland. Arten har ej påträffats i Sverige. Artens livsmiljö är skogar.